# Franklin Richards
Franklin Benjamin Richards es un personaje ficticio que aparece en los cómics estadounidenses publicados por Marvel Comics. El personaje generalmente se representa como un personaje secundario en Fantastic Four. En general, es retratado como un niño y como un súper héroe en ciernes, aunque inexperto.
Franklin es un mutante más allá del nivel Omega con vastos poderes psiónicos y de manipulación de la realidad. Es el joven hijo de Mr. Fantástico y la Mujer Invisible de los Cuatro Fantásticos, el hermano mayor de Valeria Richards, y el sobrino del hermano menor de la Mujer Invisible, la Antorcha Humana. Sus padres lo llamaron Franklin Benjamin Richards; su segundo nombre está tomado de su padrino Benjamin Jacob Grimm, la Cosa. El primer nombre de Franklin proviene de Franklin Storm, su abuelo materno. Ha comenzado a usar el nombre en clave Powerhouse — o Poder en España—.

## Historial de publicaciones
Franklin aparece por primera vez en Fantastic Four Annual # 6 (noviembre de 1968), y fue creado por Stan Lee y Jack Kirby, aunque no recibió su nombre hasta dos años después en Fantastic Four # 94 (enero de 1970). Lee contó:

Al tratar de ser realistas, como siempre lo hicimos ... Sue Storm y Reed Richards en The Fantastic Four habían estado casados por bastante tiempo, y pensé que lo más natural del mundo sería que tuvieran un bebé. Entonces se me ocurrió que podríamos divertirnos mucho con eso, porque supondríamos que si dos personas con superpoderes tienen un bebé, el bebé podría tener un súper poder. Pero, ¿qué súper poder tendría él? Y podríamos mantener a los lectores adivinando durante años hasta que el bebé creció. ... Por supuesto, el embarazo de Sue tomó aproximadamente un año y medio o dos, porque el tiempo del cómic es algo diferente de tiempo real. Y queríamos extender todo lo que pudiéramos mientras intentábamos averiguar si ella tendría un niño o una niña y cómo nombrarlo. Finalmente nos decidimos por un chico llamado Franklin Richards.

Apareciendo esporádicamente en las páginas de los Cuatro Fantásticos durante los siguientes quince años, Franklin se convirtió en miembro del equipo de superhéroes preadolescentes Power Pack a partir del número 17 (diciembre de 1985) de ese título hasta su cancelación con el número 62 (febrero de 1991). A partir de noviembre de 1994, una versión anterior del mismo personaje (envejecido a los fines de una historia) apareció en las páginas de Fantastic Force de Marvel hasta que la publicación cesó en abril de 1996. Entre las apariciones en estos otros títulos, Franklin sigue siendo un miembro recurrente del elenco. el cómic Fantastic Four. Desde julio de 2007 hasta la cancelación de la serie en febrero de 2009, apareció una versión alternativa de Franklin como miembro del reparto en la serie Marvel Adventures, de títulos Power Pack para todas las edades.

## Historia

### Origen
Franklin Benjamin Richards nació en la ciudad de Nueva York de Reed y Susan Richards. A diferencia de la mayoría de los mutantes (cuyas habilidades se activan inicialmente al inicio de la pubertad), Franklin comenzó a manifestar sus poderes cuando aún era un niño pequeño debido a los genes alterados por la radiación de sus padres. Esto llamó la atención de Annihilus, que buscó utilizar a Franklin como fuente de su propio resurgimiento, transfiriendo cierta medida del poder latente del niño a sí mismo con una máquina basada en genes, y liberando todo el potencial de Franklin en el proceso. Temerosa de la amenaza inmediata de los poderes de su hijo para toda la población de la Tierra e incapaz de encontrar otra solución a tiempo, Reed Richards cerró la mente de Franklin.
Durante una batalla entre Ultrón-7 y los Cuatro Fantásticos, la producción de energía de Ultron despertó a Franklin y volvió a liberar sus poderes, lo que resultó en la derrota del robot sensible. Libre de las energías gastadas en la confrontación con Ultrón, Franklin fue aparentemente devuelto a su nivel de poder normal.
Al necesitar a alguien para vigilar a Franklin en su ausencia, Reed y Susan Richards llegaron a confiar en los servicios de una anciana conocida como Agatha Harkness, que también es una bruja benévola. Franklin y Agatha pronto desarrollaron un vínculo familiar, incluso residiendo juntos por un tiempo en Whisper Hill (la antigua residencia de Agatha, que fue destruida y reconstruida regularmente). Eventualmente, Agatha regresó a vivir a la comunidad secreta de brujas de New Salem, Colorado, y Franklin regresó permanentemente con sus padres y el resto de los Cuatro Fantásticos. Sus poderes, ya no latentes, continuaron manifestándose.
Bajo el cuidado de otro guardián, un robot apodado H.E.R.B.I.E., Franklin utilizó involuntariamente sus habilidades de deformación de la realidad para envejecer hasta la adultez. En esta forma, Franklin era un experto en manipulación molecular y psiónica. Al darse cuenta de su error, pronto se restauró a la infancia.
A pesar de su juventud e inexperiencia, Franklin, víctima de muchas amenazas y secuestros, ha demostrado un gran coraje frente a un peligro abrumador. Una y otra vez, sin saberlo, ha salvado vidas inocentes, incluida la de su famosa familia, de personajes como los malvados perpetradores, como Blastaar, Norman Osborn, Onslaught, Nicholas Scratch, e incluso el todopoderoso Mephisto, a quien destruyó temporalmente y luego derrotó en dos ocasiones distintas.

### Intento de una vida normal
Para tratar de darle a su hijo una vida "normal", Reed Richards ideó inhibidores psíquicos para evitar que se usen sus poderes, pero Franklin, ya sea por error o por intención, a veces podía eludir a los inhibidores y usar sus poderes, como proyectar una imagen de sí mismo a gran distancia. En este punto, se unió secretamente a un equipo de superhéroes preadolescentes llamado Power Pack, en el cual recibió el nombre en código "Tattletale".
Las aventuras de Franklin con Power Pack le ganaron un enemigo en el alienígena Zn'rx, y aliados y amigos en Kymellian Whitemanes. Franklin era particularmente cercano al joven Kofi Whitemane, quien declaró a Franklin un primo honorario de la misma manera en que los hijos de Power Pack habían sido adoptados como Whitemanes honorarios. Franklin también consideraba a los hijos de Power y sus padres como una especie de familia sustituta: su relación con ellos comenzaba en un momento en que se sentía particularmente distante de sus padres en un momento en que vivían en la Mansión de los Vengadores. Durante este período, Franklin también se unió emocionalmente con el asociado y criado de los Vengadores, Edwin Jarvis, ya que Jarvis era su cuidador principal mientras Franklin se quedaba en la mansión. Su amistad con los niños de Power también le dio a Franklin una probada de vida entre sus hermanos, lo que el solitario Franklin no experimentaría hasta mucho más tarde cuando nació su hermana Valeria.
Las familias de Richards y Power se hicieron amigas rápidamente, aunque ninguno de los padres de la familia se dio cuenta de que ninguno de los niños, aparte de Franklin, tenía superpoderes (aunque Susan y Reed lo descubrieron más tarde). Franklin incluso mantuvo su membresía de Power Pack en secreto de sus propios padres: cuando aparecía ante ellos en forma de imagen (ver arriba), se quedaba con la ropa ordinaria, solo aparecía en su conjunto de Power Pack ante otros héroes como Kitty Pryde.
Franklin incluso vivió con la familia Power por un tiempo, cuando sus padres decidieron que la sede de un superhéroe era un lugar peligroso para que un niño viviera, y querían que Franklin pasara el tiempo en un entorno familiar "normal". Regresó con su familia cuando el Power Pack abandonó temporalmente la Tierra por el planeta Kymellian.

### Psi-Lord
Posteriormente, Franklin fue secuestrado por su abuelo Nathaniel Richards, que viajaba en el tiempo, y reemplazado por su homólogo adolescente, Psi-Lord, quien había sido criado por Nathaniel en una dimensión fuera del tiempo. Franklin, como Psi-Lord, ayudó a crear el equipo efímero conocido como Fantastic Force. Al tocar un botón escondido dentro del guante de su disfraz, Franklin pudo invocar una armadura de batalla desde una dimensión de bolsillo; fue diseñado específicamente para desviar la medida total de sus poderes. Como tal, las habilidades de Franklin en este momento se limitaban a la telepatía, la precognición y las explosiones de energía psiónica.
Nathaniel eventualmente reveló que en otra posible línea de tiempo futura, Franklin Richards sería, junto con Rachel Summers, padre de un supervillano terrible llamado Hyperstorm. En un esfuerzo por desviar la atención de los Cuatro Fantásticos, Hyperstorm viajó de regreso al punto preciso en el tiempo cuando Franklin fue secuestrado por Nathaniel Richards; devolvió el niño a sus padres unos segundos después de que fue secuestrado por primera vez, por lo que la versión Psi-Lord de Franklin Richards quedó obsoleta en la línea de tiempo de Tierra-616.

### Onslaught
Poco después de estos eventos, Onslaught secuestra a Franklin para usar sus habilidades para remodelar la realidad. Para vencer a Onslaught, los Cuatro Fantásticos, los Vengadores, los X-Men y varios otros héroes destruyen primero su forma física y luego su forma psíquica. En el proceso, los padres de Franklin aparentemente mueren. Franklin muestra su verdadero poder, creando por sí solo el universo de bolsillo "Heroes Reborn" para contener a los héroes que "murieron" en esa aventura. Algunos de ellos se recrean a partir de los recuerdos que Franklin tiene de ellos, como el adolescente Tony Stark, temporalmente desplazado, que vuelve a ser un adulto, mientras que la Avispa mutada se restaura a la forma humana. Mientras sus padres están ausentes en el universo Heroes Reborn, Generación X y Alicia Masters cuidan a Franklin. Este universo viene a ser representado por una pequeña bola azulada que Franklin lleva consigo.
Franklin viaja con varios X-Men a la granja propiedad de los padres de Hank McCoy. Él juega con Artie Maddicks y Leech, ambos niños mutantes. Los Celestiales reconocen que Franklin representa la culminación de sus experimentos genéticos, que él tiene poder para rivalizar incluso con el de ellos. Ashema, una de las Celestiales, que se representa a sí misma como humana, visita a Franklin. En última instancia, Franklin, Ashema y otras fuerzas permiten que los héroes legítimos regresen y que ambos universos sigan funcionando.
A raíz de la activación por el Sr. Fantástico del Ultimate Nullifier para destruir a Abraxas, Franklin pierde todos sus poderes en el proceso de reformación de Galactus y así se convierte en un niño normal. Poco después, Doctor Doom hace un pacto con los Tres Haazareth para obtener un gran poder mágico. Durante los ataques de Doom contra los Cuatro Fantásticos, Franklin es arrastrado al Infierno por el Haazareth. Después de la derrota de Doom, sus padres lo rescatan, pero Franklin tiene dificultades para sobrellevar la experiencia traumática de ser atormentado en el Infierno. La Cosa ayuda a Franklin a recuperarse completamente al asegurarle que, aunque no siempre puedan mantenerlo a salvo, nunca lo abandonarán.
Cuando la Bruja Escarlata usa sus poderes para destruir un sinnúmero de mutantes, incluidos Magneto y el Profesor X, el poder perdido por Magneto y Xavier combina y restaura Onslaught, cuya conciencia aún persistía después de su muerte. Onslaught toma el control de la Antorcha Humana y el Señor Fantástico en un intento de obtener a Franklin pero es interrumpido por la Cosa y Mujer Invisible.
Cuando Franklin huye a Counter-Earth, Onslaught lo sigue. Los Vengadores evalúan su nueva amenaza, que no existía hasta que apareció Franklin. Después de una breve escaramuza, los héroes y villanos deciden trabajar juntos para vencer a Onslaught. Rikki Barnes lo derrota usando un Carro Fantástico para enviarlos a ambos a través de la barrera de la Zona Negativa en el laboratorio de los Cuatro Fantásticos, atrapándolos. Franklin regresa a casa, Barnes se encuentra en la Tierra-616, y Onslaught se ve flotando fuera de la Prisión del Área 42 en la Zona Negativa.

### Secret Invasion
Al comienzo del ataque Skrull en la Tierra, la Skrull Lyja, haciéndose pasar por Sue Richards, envía todo el Edificio Baxter a la Zona Negativa con Franklin, Valeria y Johnny Storm adentro. Franklin y Valeria se unen con Johnny y la cosa para luchar contra los Skrulls. Benjamin Grimm pide la ayuda del Tinkerer, que está preso en la prisión de los villanos no registrados en la Zona Negativa. El Tinkerer se niega, al no ver ninguna razón para ayudar a las personas que lo arrestaron mientras se llevaba a sus nietos a comer helado, y lo envió a prisión sin el debido proceso. Franklin y Valeria suplican al Tinkerer. Le recuerdan fuertemente al viejo hombre de sus propios nietos. Se conmueve hasta las lágrimas, se arrepiente y acepta ayudar, a cambio de su libertad y reunión con sus nietos.

### Dark Reign
Durante la miniserie Dark Reign: Fantastic Four; Franklin se encuentra junto con su hermana bajo asedio por Norman Osborn, Venom y un gran número de agentes de H.A.M.M.E.R. Los hermanos estaban solos debido al experimento de su padre que lo dejó inalcanzable y los otros miembros de los Cuatro Fantásticos varados en realidades alternas.
Valeria logra separar a Osborn del resto de los agentes de H.A.M.M.E.R. utilizando un tecnicismo burocrático y haciendo que la subestimen. Osborn es conducido a una habitación donde se enfrenta a Franklin que lleva una máscara de Spider-Man y lo llama un villano. En la siguiente escena, los dos son perseguidos por un pasillo por Osborn que se está preparando para dispararles. Los Cuatro Fantásticos regresan justo a tiempo para proteger a los niños. El Señor Fantástico le dice a Osborn que abandone el edificio Baxter y que no regrese. Osborn intenta dispararle a Reed, solo para que Franklin le dispare en el hombro. La pistola que Franklin usó es, según todas las versiones, un juguete simple.
En su cumpleaños, Franklin aparentemente es atacado por un extraño intruso que luego se revela como una versión futura del propio Franklin enviado a través del tiempo para advertir a Valeria sobre un conflicto que se aproxima. En las páginas finales, se revela que el ataque del adulto Franklin consistió en plantar una sugerencia telepática en la mente de su contraparte actual, despertando así los poderes mutantes inactivos del joven Franklin.

### Busque a la Mujer Invisible
Franklin y su hermana se ponen en contacto con X-Factor Investigations, dirigido por Madrox el Hombre Múltiple. Encuentran que su madre ha desaparecido extrañamente y piensan que su padre tuvo algo que ver con eso. Según los niños, Reed Richards había estado actuando muy extraño el último par de días. El equipo investiga y descubre que no solo Sue estaba atrapada, sino también Reed, quien ha sido reemplazada con una versión alternativa que está siendo controlada por una versión alternativa de Doctor Doom. X-Factor encuentra la verdadera Reed en Latveria. X-Factor y los Cuatro Fantásticos batallan Doctor Doom y Layla Miller. Doom les permite "rescatar" a Sue y les dice a todos que se vayan. Durante la batalla en Nueva York, el Doom / Reed alternativo es asesinado accidentalmente.

### Fear Itself
Durante la historia de Fear Itself, Franklin, en contra de los deseos anteriores de su padre, usa sus poderes de deformación de la realidad para liberar a Ben Grimm de la posesión de un general guerrero asgardiano llamado Angrir: Breaker of Souls al transformarlo nuevamente en la Cosa.

### Future Foundation
Franklin se acerca a un extraño misterioso, que ha estado ensenándole en secreto el uso de sus poderes. Más tarde se revela que el extraño es una futura encarnación adulta del propio Franklin, quien reitera a su joven contraparte que sus poderes deben ser apropiadamente utilizados para un único propósito: el acto de preservar la vida. En un enfrentamiento entre la Fundación Futura y los Locos Celestiales de la Tierra-4280, uno de los Celestiales describe a Franklin como un mutante 'más allá de la clasificación Omega', y posteriormente es atacado con rayos de conmoción cerebral. Franklin repele sus ataques.
Al crear con éxito un nuevo futuro y al mismo tiempo actuar como ancla de los cambios que realizó en el proceso tras el colapso de toda realidad en una sola corriente temporal, culminando con la muerte térmica de todo, el adulto Franklin, junto con su hermana, una futura encarnación de Valeria Richards, entra en la refriega en la lucha final contra los Locos Celestiales de la Tierra-4280. Él distorsiona a los tres Celestiales de distancia a la esfera interna de un gigante de gas local. Luego adquiere un orbe que contiene los poderes de su contraparte más joven, que almacena dentro de su cofre. Cuando los Celestiales regresan, el adulto Franklin nuevamente los confronta y los destruye a todos en una batalla prolongada. A continuación, el adulto Franklin comparte un breve momento con Galactus. Los dos discuten la muerte por calor de todo y la revelación de la inmortalidad de Franklin, específicamente que él, dentro de miles de millones de años, estará junto a Galactus para presenciar el nacimiento de un nuevo universo.

## Poderes y habilidades
Franklin es un mutante que posee el poder de deformar la realidad, es decir, hacer realidad cualquier pensamiento o deseo, incluso a una escala cósmica. Él es capaz de reorganizar la estructura molecular de la materia y la energía a voluntad. Una vez, de manera subconsciente, Franklin creó su propio universo de bolsillo, que abarca una réplica virtual de Tierra-616. Como resultado, varias entidades cósmicas, incluyendo Galactus, Eternidad e Infinita, así como Omniversal Guardian Roma y Omniversal Majestrix Opal Luna Saturnyne, comenzaron a tomar nota de los tremendos dones de Franklin, llegando a describirlo como "aquel con quien los Celestiales se sentían a la par de ellos mismos". Dos Celestiales, Ashema el Oyente y Nezarr el Calculador, en un momento tuvieron la tarea de recuperar a Franklin para ser evaluado como un nuevo miembro de la Dinastía Celestial, un grupo de seres reconocidos como "dioses" por los Eternos y los Desviantes.
Además de la realidad y la manipulación molecular, Franklin tiene vastos poderes psiónicos que se han manifestado como telepatía, telequinesis, explosiones de energía de conmoción cerebral, precognición y proyección astral. Siendo un niño, las habilidades de Franklin están restringidas en cierta medida por su control limitado. Además, no está claro qué niveles de poder alcanzará Franklin en su etapa adulta, como varias encarnaciones futuras de realidades alternativas, así como el universo de Marvel dominante.se ha demostrado que varían en potencia. Una de esas manifestaciones de Franklin en forma adulta fue capaz de destruir dos Celestiales de la Tierra-4280 durante el combate físico; después de su derrota, la inmortalidad de Franklin estaba fuertemente implícita. El mismo individuo también aprovechó el poder de su yo más joven para resucitar y transformar a Galactus en su propio heraldo personal después de que el Devorador de Mundos se hubiera quedado inconsciente en la batalla contra una hueste de Celestiales.

## Otras versiones

### Días del Futuro Pasado
En la historia de X-Men y Stan Lee de 1981 Días del Futuro Pasado, se reveló que en un posible futuro, Franklin (conocido como 'Scrapper') sería el amante de Rachel Summers; él también encontraría su muerte prematura a manos de Centinelas Omega. En variantes de esta línea de tiempo, Franklin y Rachel dan a luz al casi villano imparable Hyperstorm, un mutante que es capaz de extraer energía virtualmente ilimitada del propio Hiperespacio. Otro niño Franklin padres con Rachel (en una realidad que solo diverge ligeramente de la Tierra-811) se conoce como Dream Summers. Dream, un mutante como sus padres, demuestra telepatía / empatía.
El yo soñado del adulto fallecido Franklin Richards de Tierra-811 (visto en los 1990 Days of Future Present crossover) aprovechó los poderes tanto de su contraparte más joven de Tierra-616 como de Rachel Summers, aumentando sus propias habilidades con el casi infinito energía de la Fuerza Fénix.

### Cuatro fantásticos: 1998 anual
En Fantastic Four: Annual 1998, se ve una versión de Franklin donde envejeció en tiempo real desde su primera aparición. Está casado con una mujer de Wakanda llamada Zawadi y tiene una hija llamada N'Yami. Franklin también es miembro de los Cuatro Fantásticos llamado Zero Man y tenía la capacidad de acceder a la Zona Negativa a través de un portal que podía crear. Tenía que usar una diadema de Vibranium especial para ayudarlo a controlar sus habilidades.

### Earth X
En la Tierra X, Franklin Richards maldice a Namor por matar a la Antorcha Humana. La mitad del cuerpo de Namor está constantemente ardiendo, incluso bajo el agua. Después, Franklin toma la armadura de Galactus y, al entrar en la tercera etapa de su evolución, se convierte en el propio Galactus. Como se afirma en la historia, él es Galactus siempre y cuando nadie le diga que no lo es. Como Galactus, Franklin Richards salva la Tierra al consumir el Crecimiento Celestial en su interior. Se revela a su padre, Reed, antes de abandonar la Tierra, afirmando que nunca volverá. Al final de la historia, Reed, después de obtener la conciencia cósmica, afirma que su primera tarea será salvar a su hijo.

### Exilios
Los Exiliados, un grupo de superhéroes tomados de diferentes realidades, viajaron a una futura Tierra donde su misión era evitar que el hijo de Franklin Richards conquistara ese mundo. Franklin mismo no se muestra en esta historia.

### Casa de M
En House of M, Emma Frost menciona a Franklin como uno de sus pacientes desde la muerte de sus padres.

### Marvel Zombies: Dead Days
En Marvel Zombies: Dead Days one-shot (que sirvió como precuela de la miniserie de Marvel Zombies 2005/2006 ), Franklin y su hermana Valeria fueron repentinamente comidos por la zombi She-Hulk.

### MC2
En el universo MC2, Franklin está en Los 5 Fantásticos bajo el nombre de Psi-Lord, sus poderes reducidos a telequinesia después de una batalla con Hyperstorm. También es el Ser Nexo del universo, alguien que existe en todas las realidades posibles, un foco de energías místicas. Él tiene una relación amistosa con Spider-Girl. Se sienten atraídos mutuamente hasta que su padre, Spider-Man, señala que ella tiene solo 15 años, varios años menos que Franklin. Después de eso, Franklin deja de coquetear con ella. Se reveló que Franklin recomendó a Kate Power ayudar a los Vengadores a encontrar a los impotentes Thunderstrike. Durante Fantastic Five (volumen dos) # 4, un gran aumento en sus poderes, desencadenado cuando Franklin deliberadamente se expone a los rayos cósmicos para mejorar sus poderes para hacer frente a la amenaza planteada por el Doctor Doom recién devuelto, lo deja con más fuerte poderes psiónicos y con un cráneo ardiente para una cara, lo que le obliga a usar un casco de contención en todo momento.

### Para siempre, ayer
En una realidad alternativa detallada en New Warriors # 11-13, la familia Richards es parte de un movimiento de resistencia contra la esfinge tiránica. Se unen a la familia de Dwayne Taylor. A pesar de sus diferencias de edad, Franklin y Dwayne se muestran como amigos. Un ataque de agentes de la Esfinge deja a todos menos a Dwayne asesinados.

### Ultimate Marvel
En Ultimate X-Men / Fantastic Four Annual # 1, un joven Franklin Richards forma parte de un futuro equipo de X-Men. Se revela que en todos los futuros posibles, Franklin es Reed (como Nihil) y el hijo de Sue. También se revela que es el anfitrión de la Fuerza Fénix de esa línea de tiempo.

## Otros medios

### Televisión
- Franklin Richards (junto a los miembros de Power Pack) hace una aparición especial en el episodio de The Super Hero Squad Show "¡Apoya a tu padre del cielo local!" en el patio de recreo, Thor se está abriendo y aparece en una camiseta azul marcada con un "4".

### Cine
- En la película X2, su nombre aparece en una carpeta cuando Mystique (Rebecca Romijn) busca en los archivos de William Stryker.

- Pese al poco éxito de la película Los 4 Fantásticos y Silver Surfer, Jessica Alba expresó su interés en presentar al personaje de Franklin Richards en una eventual tercera entrega de la franquicia, pero esto se canceló cuando la franquicia se reinició en 2015.[49]

- Franklin Richards aparece en Los Cuatro Fantásticos: primeros pasos (2025), interpretado por la actriz infantil Ada Scott.[50][51]Es el hijo de Reed Richards y Sue Storm, nacido con el Poder Cósmico. De bebé, él fue elegido por Galactus como su sucesor involuntario, aunque los Cuatro Fantásticos lograron expulsarlo de la Tierra, y en el proceso, Franklin revivió a su madre. Cuatro años después, siendo niño, él se encontró con el Doctor Doom.

### Videojuegos
- En el juego Marvel: Ultimate Alliance, se menciona brevemente a Franklin cuando habla con la Mujer Invisible en el Salón de los Guerreros en el nivel Asgard.
- En la secuela del juego, Marvel: Ultimate Alliance 2, se ve a Franklin durmiendo junto a su hermana Valeria Richards. Él es dejado al cuidado de su padre Reed Richards cuando su madre se va para unirse al movimiento Anti-Registro.